# Jan Bogutyn
Jan Bogutyn (ur. 10 lutego 1939 w Jasionce) – polski menedżer, ekonomista i urzędnik państwowy, w latach 1995–1997 podsekretarz stanu w Ministerstwie Finansów.

## Życiorys
Syn Feliksa i Jadwigi. Absolwent Wydziału Inżynieryjno-Ekonomicznego Transportu Drogowego Politechniki Szczecińskiej. Uzyskał stopień naukowy doktora nauk ekonomicznych w zakresie międzynarodowych stosunków gospodarczych. Od 1962 członek PZPR, od 1969 do 1973 kierował Wydziałem Propagandy KW PZPR w Szczecinie. Pracował w firmach handlowych oraz PKS-ie, przez 10 lat zatrudniony także w Ministerstwie Spraw Zagranicznych. W 1989 brał udział w obradach Okrągłego Stołu po stronie koalicyjno-rządowej w zespole ds. reform politycznych.
Od 1994 był dyrektorem generalnym Ministerstwa Finansów, a od 31 października 1995 do 15 października 1997 pełnił funkcję podsekretarza stanu w tym resorcie. Jednocześnie kierował radą nadzorczą PZU Życie. Jako wiceminister podpisał umowę z Władysławem Podsibirskim, przekazującą mu 10% wartości złota, które miałby odnaleźć w tzw. złotym pociągu.
Od 1997 do 2012 pozostawał prezesem powiązanego z Aleksandrem Gudzowatym towarzystwa ubezpieczeniowego Cigna (potem Interrisk); w okresie jego kierownictwa spółka otrzymała Orła Rzeczpospolitej. Zasiadł też w radach nadzorczych Banku Współpracy Europejskiej, Bartimpexu czy Ubezpieczeniowego Funduszu Gwarancyjnego. W 2002 był jednym z kandydatów na prezesa PZU Życie. W 2012 przeszedł na emeryturę jako szef Interrisku.
Odznaczony m.in. Krzyżem Oficerskim Orderu Odrodzenia Polski (1997) i Medalem „Za zasługi dla rozwoju polskiego rynku ubezpieczeń”.